# Arbeitsdorf

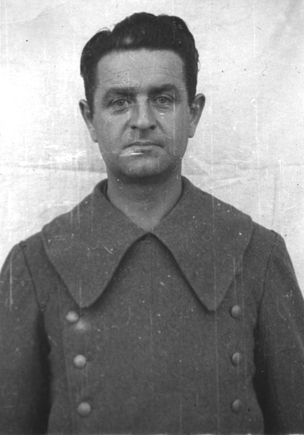
Martin Gottfried Weiß (nacido el 3 de junio de 1905 en Weiden in der Oberpfalz; † el 29 de mayo de 1946 en Landsberg am Lech), SS-Obersturmbannführer y comandante de los campos de concentración de Dachau (1942 - 1943) y Majdanek (1943 - 1944)

Arbeitsdorf fue un campo de concentración nazi situado en Fallersleben, Alemania. Fue creado en abril de 1940 y clausurado el 11 de octubre de 1942. En él murieron 600 personas. Estuvo dirigido por Karl Otto Koch.

## Historia
En 1936, el ingeniero automovilístico alemán Ferdinand Porsche presentó a Adolf Hitler el prototipo de un coche económico, conocido como KDF-Wagen, que fuese asequible a toda la población alemana. Con la aprobación de éste, Porsche y su socio Albert Speer construyeron una fábrica en la ciudad de Fallersleben, a unos 48 km al noreste de Brunswick.
A principios de 1942, Porche y Speer planearon utilizar mano de obra esclava para producir también en la misma fábrica vehículos militares que abastecieran las necesidades de las tropas alemanas. El 8 de abril de 1942 se amplió el campo de concentración de Arbeitsdorf para admitir a más prisioneros. De esta manera la producción del KDF-Wagen y de vehículos militares aumentó a la vez que disminuyeron los gastos de fabricación. El 11 de octubre de 1942, seis meses después de que se construyese la zona ampliada, la fábrica de Porsche y Speer se desmontó y se cerró totalmente el campo Arbeitsdorf.